# Побєдна (річка)
Побєдна, Шаїрли́ (крим. Şayırlı, також балка Поль) — річка в Джанкойському та Курманському районах Криму, довжиною 18 кілометрів, з площею басейну 366 км² .
Типове кримське степове сухоріччя, або балка, перш несуча воду тільки після танення снігів і дощів — максимально зафіксована (у села Знам'янка) витрата води — 29,1 м³/сек. На наявних топографічних картах, починаючи з 1842 року по 1941 рік річка не позначена, лише на карті 1817 ставший в майбутньому руслом яр несе назву Шаїрли. Судячи за доступними джерелами, статус річки Побєдна набула після прокладки Північнокримського каналу, коли русло, в результаті наповнення ґрунтовими і скидними водами, набуло постійний водотік.
Витік знаходиться у південній околиці села Сєрноводське, на висоті близько 20 м, тече майже строго на північ і впадає в затоку Сиваш, за 3 км північніше селища Митюрине, утворюючи велику болотисту дельту, яка затопляюється при підйомах води. Русло річки майже повністю каналізоване і більша його частина являє собою колектор ГК-5 довжиною 24,5 км, річка сильно забруднена.
22 травня 2015 року на автомобільній дорозі між селами Болотне та Зарічне обрушився міст через річку Побєдна, який з'єднував з Джанкоем села Зарічне, Армійське, Низинне, Чайкине та Мисове.
2 грудня 2016 року було відкрито новий міст, який був побудований за 3 місяці будівельниками з Республіки Татарстан.